# Aigrefeuille-sur-Maine
Aigrefeuille-sur-Maine – miejscowość i gmina we Francji, w regionie Kraj Loary, w departamencie Loara Atlantycka.
Według danych na rok 2010 gminę zamieszkiwało 3320 osób, a gęstość zaludnienia wynosiła 227 osób/km².